# Rue du Transvaal
Pour les articles homonymes, voir Transvaal.
La rue du Transvaal est une voie située dans le quartier de Belleville du 20e arrondissement de Paris, en France.

## Situation et accès
La rue est située à proximité immédiate du parc de Belleville, proche des stations Pyrénées et Jourdain de la ligne 11 du métro de Paris.

## Origine du nom
Elle doit son nom au Transvaal, une ancienne république boer et ancienne province d'Afrique du Sud.

## Historique
La rue a été ouverte en 1895, en remplacement de l'ancien passage de l'Isly, sans toutefois en reprendre le tracé.

## Bâtiments remarquables et lieux de mémoire
- No 1 : le carrefour de la rue du Transvaal, de la rue des Envierges et de la rue Piat, longe une des entrées du parc de Belleville.
- No 16 : la villa Castel. Privée et fermée au public, une villa avec maisons et jardins, en bordure du parc de Belleville. Dans une des maisons, François Truffaut a tourné en 1962 quelques scènes de Jules et Jim.
- No 18 : le passage Plantin. Il est composé de petites maisons et se termine par une volée d'escaliers rue des Couronnes.

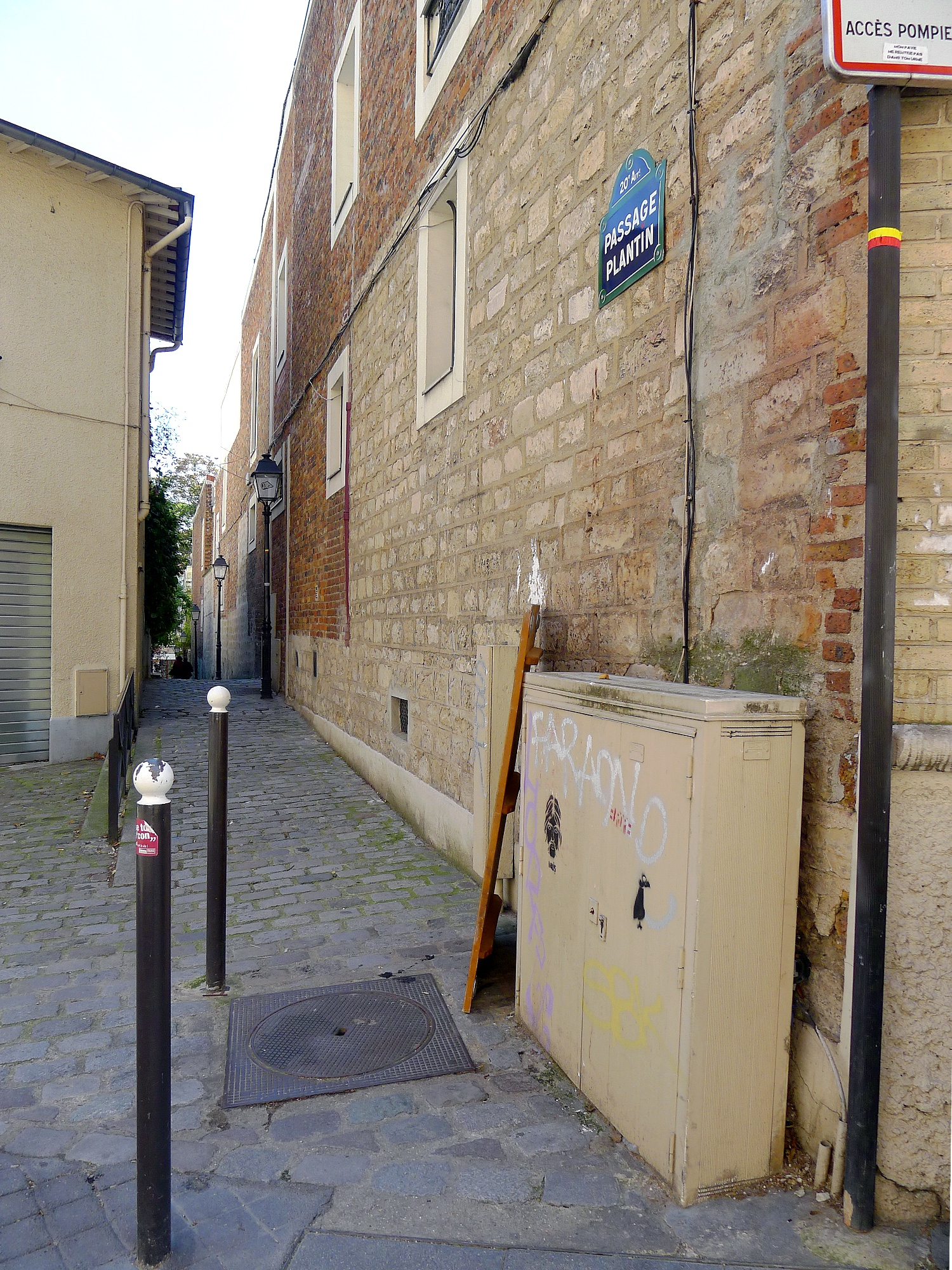
Entrée du passage Plantin.
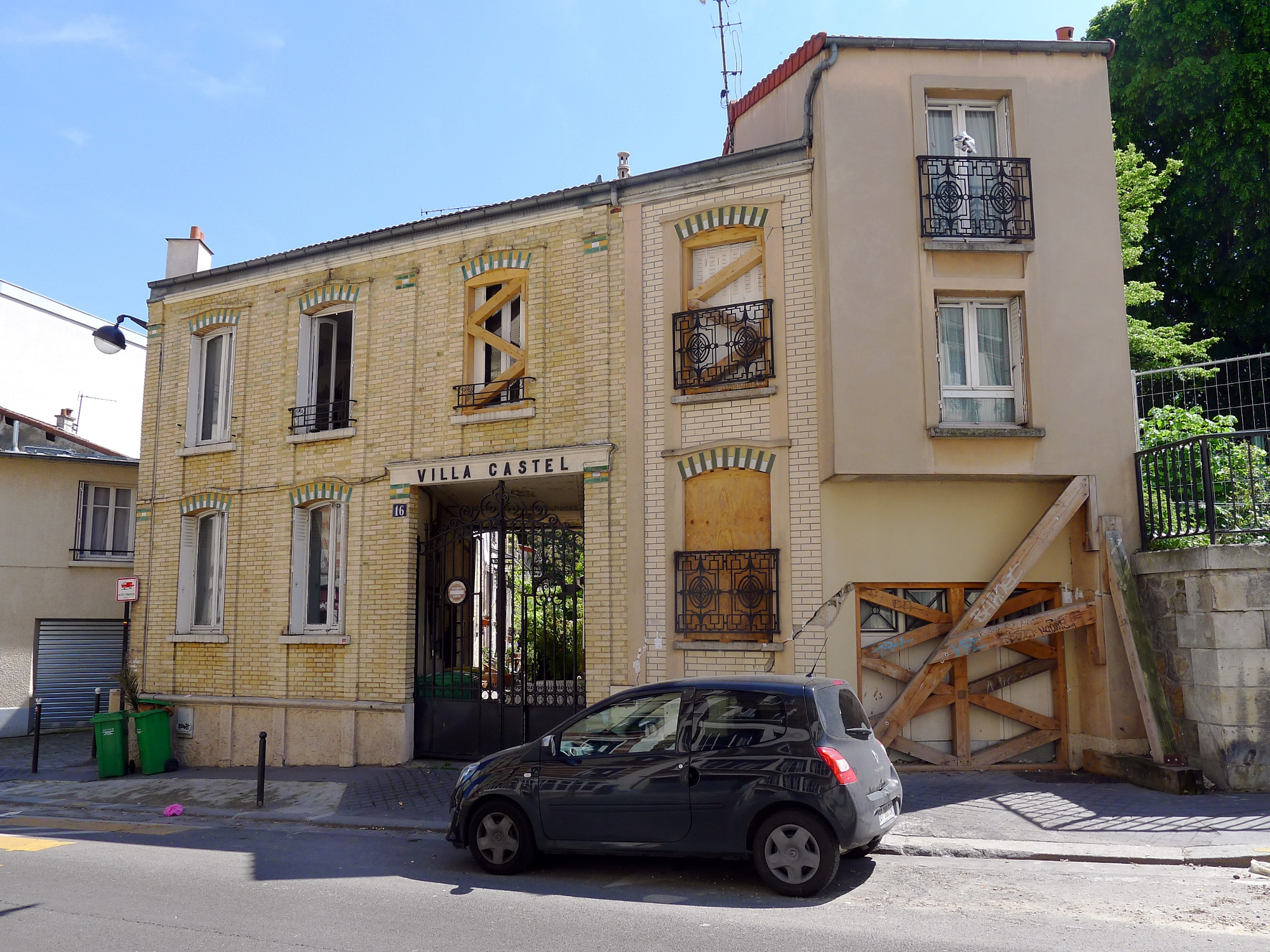
Entrée de la villa Castel.
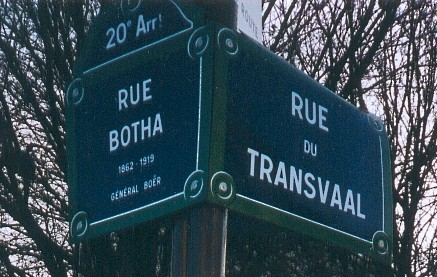
Intersection de la rue du Transvaal avec la rue Botha.
Décoration de mur.

### Art
- Léon Schwarz-Abrys (1905-1990) a peint un tableau intitulé Rue du Transvaal, aujourd'hui conservé au musée des beaux-arts de Bordeaux.